# Ісхак Ахмед
Ісхак Ахмед (тат. Әхмәт Исхак, 18 квітня (1 травня) 1905, Казань, Татарстан — 24 червня 1991) — татарський радянський поет.

## Біографія
Друкуватися почав 1923 року. Учасник Другої світової війни. Перша збірка — «Пісні кам'яних вулиць» (1928). Член КПРС з 1945 року. Нагороджений орденами Трудового Червоного Прапора, Дружби народів, медалями.

## Творчість
Основна тема творів Ісхака — «велич Рад. Батьківщини, дружба народів, боротьба за мир». Поезії воєнних років — «Клятва», «Пісня про героя-танкіста Петра Новикова» та інші. Цикл «Зоря над Азією» (1953) — «про боротьбу народів проти колоніального гніту». Автор сатиричної збірки «Анкета для закоханої» (1966, російською мовою). Опублікував статтю про Т. Шевченка — «Поет-громадянин» (1939). Перекладач його творів.